# EEurope

En 1999, la Commission européenne publie le document  « eEurope - une société de l'information pour tous ». Ce document a pour objectif de préparer le Conseil européen de Lisbonne. Ce dernier  donnera le mandat à la Commission de préparer un plan d'action visant à positionner l'Europe dans la société de l'information. 
Celui-ci sera approuvé au Conseil européen de Santa Maria da Feira.
Il faut distinguer : 
- le plan d'action eEurope 2002, approuvé lors du Conseil européen de Santa Maria da Feira, les 19 et 20 juin 2000
- le plan d'action eEurope 2005, approuvé lors du Conseil européen de Séville, les 21 et 22 juin 2002

## eEurope - une société de l'information pour tous
Le document initial présenté en 1999 par la Commission européenne a trois objectifs principaux : 
- faire entrer tous les citoyens, foyers, entreprises, écoles et administrations dans l'ère numérique et leur donner un accès en ligne
- introduire en  Europe une culture numérique soutenue par un esprit d'entreprise favorable au financement et au développement de nouvelles idées
- veiller à ce que l'ensemble de ce processus ait une vocation d'intégration sociale, gagne la confiance du consommateur et renforce la cohésion sociale

Pour atteindre ces objectifs, il se fixe 10 priorités : 
- Faire entrer la jeunesse européenne dans l’ère numérique
- Un accès moins cher à Internet
- Accélérer le commerce électronique
- Un accès Internet rapide pour les chercheurs et les étudiants
- Un accès électronique sûr grâce aux cartes à puce
- Du capital risque pour les PME de haute technologie
- L’implication électronique des personnes handicapées
- Des soins de santé en ligne
- Des transports intelligents
- Des gouvernements en ligne